# Rhatta perrubra
Rhatta perrubra är en fjärilsart som beskrevs av George Francis Hampson 1902. Rhatta perrubra ingår i släktet Rhatta och familjen nattflyn. Inga underarter finns listade.